# Animorphs
Animorphs és una col·lecció juvenil de ciència-ficció de 54 llibres, creada per l'autora nord-americana contemporània Katherine Applegate i el seu marit Michael Grant. escrivint junts sota el nom de K. A. Applegate, i publicat per Scholastic. Es conta en primera persona, amb els sis personatges principals fent torns per narrar els llibres a través de les seves pròpies perspectives. El terror, la guerra, la deshumanització, el seny, la moral, la innocència, el lideratge, la llibertat i el creixement són els temes centrals de la sèrie.
Publicada entre juny de 1996 i maig de 2001, la sèrie va comptar amb 54 llibres i incloïen deu llibres complementaris, 8 dels quals encaixen en la continuïtat de la sèrie (els llibres d'Animorphs Chronicles i Megamorphs) i dos que són llibres de jocs de jocs que no s'ajusten a continuïtat (els llibres Alternamorphs). La sèrie va ser concebuda originalment com una sèrie de tres parts anomenada "The Changelings", en la qual Jake va ser nomenat Matt i el seu germà petit Joseph va prendre el lloc de Cassie. Els llibres també van ser adaptats a una sèrie de televisió del mateix nom a Nickelodeon, YTV i Global Television Network entre 1998 i 1999.

## Resum de la trama
La història gira al voltant de cinc éssers humans: Jake, Marco, Cassie, Rachel i Tobias, i un estranger, Aximili-Esgarrouth-Isthill (sobrenomenat Ax), que obtenen la capacitat de transformar-se en qualsevol animal que toquin. Anomenant-se a si mateixos "Animorphs" (un portmanteau de l'anglès "animals morphers"), fan servir la seva capacitat per lluitar contra una secreta infiltració extraterrestre de la Terra per una raça parasitària d'estrangers que semblen grans llimacs anomenats Yeerks, que poden portar a qualsevol ésser viu com a hoste entrant i fusionant-se amb el seu cervell a través del canal auditiu. Els animorphs lluiten com a força de guerrilla contra els Yeerks que són liderats per Visser Three.
Al llarg de la sèrie, els Animorphs protegeixen acuradament les seves identitats; els Yeerks assumeixen que els Animorphs són una força d'atac enviada pels Andalites, la raça alienígena a la qual pertany Ax, que va crear la tecnologia de transformació, per evitar que conquerissin la Terra. Per protegir les seves famílies de les represàlies de Yeerk, els animorphs mantenen aquesta façana.
Tot i que els animorphs poden assumir la forma de qualsevol animal que toquin, hi ha diverses limitacions a la capacitat. El més important és que no poden romandre en forma animal durant més de dues hores, o seran incapaços de tornar a la seva forma humana i es converteixen en els morphs permanent. Altres inclouen haver de tornar a transformar-se en humans entre els morphs, només es pot portar una roba ajustada amb un morph, i haver de mantenir la concentració constant durant un morph per evitar que els instints naturals de l'animal aclaparen l'intel·lecte humà. Un avantatge per a la transformació és que permet a l'equip guarir qualsevol lesió superficial, no genètica, sostinguda com a ésser humà o en un morph. A més, mentre estan a morph, es poden comunicar telepàticament amb qualsevol persona propera.

## Desenvolupament
En una entrevista amb Publishers Weekly, Applegate va parlar sobre la font d'inspiració i la realització de la sèrie Animorphs: "Vaig créixer estimant animals i vaig viure amb l'habitual assortiment de gossos, gats i gerbers suburbans", va dir. "Realment volia trobar una manera d'aconseguir que els nens entrin al capdavant de diverses espècies i vaig decidir que una premissa de ciència-ficció era la manera de fer-ho". Applegate va tractar de descriure amb precisió els diferents animals, i va investigar com, "visitar un centre de rapinyaires en què rehabilitaven aus ferides"."Quan Tobias es converteix en un falcó, vull que el lector vegi el món com un falcó pot veure-ho: pujar-se a les brises càlides i tirar-se cap a terra per matar", va dir.
Per desenvolupar els personatges d'Animorphs, Applegate passaria per revistes per adolescents com YM i Seventeen (ambdues que es fan referència als llibres quan descriuen Rachel), retallant imatges i agrupant-les per fer-ne una idea de quina classe de nens són els Animorphs. Applegate va declarar en una entrevista en línia que molts dels noms de les seves criatures alienígenes, races i llocs són els noms dels senyals de trànsit locals o empreses que es passa d'avís.
Per exemple, la paraula nothlit va ser derivada del nom de l'hotel Hilton. Segons l'Anibase, Applegate no va compondre els títols dels llibres  Animorphs: els editors d'Scholastic tenien la responsabilitat de crear els títols dels llibres en funció dels esquemes proporcionats per l'autor, havent de seleccionar una paraula que no només s'adaptés a la trama del llibre, sinó que sonés bé amb la característica del prefaci. Un dels llibres preferits de l'autor, El Senyor dels Anells, va prestar diverses paraules i imatges a Animorphs: la paraula èlfica per a Orc, "yrch", es va convertir en Yeerk; el flamant ull vermell de Sàuron va inspirar Crayak, i el segon nom d'Ax, "Esgarrouth", es basa en una ciutat dels llibres anomenada Esgaroth. El nom humà del germà Ax, Elfangor, és Alan Fangor i el seu cognom fa referència a la regió de Fangor o al bosc de Fangorn. També hi va haver una petita referència a Gondor, en forma d'una empresa fictícia anomenada "Gondor Industries" al llibre 14. (També pot ser significatiu que l'amfitrió de Visser Three s'anomeni Alloran, un homònim del nom valinori de Gandalf "Olórin", i que una de les races alienígenes menors s'anomena "els Cinc", que també és una terme usat en "El Senyor dels Anells" per al Istari.)
L'escriptura d'Applegate es va inspirar en la seva família. Tots els llibres després de The Unknown van ser dedicats al fill d'Applegate, Jake, així com al seu marit i coescriptor, Michael. El seu fill va néixer prematur el 1997, i va treballar en la sèrie Animorphs a la nit, al vestíbul de l'hospital on es trobava en Cures Intensives Neonatals (CIN).

## Personatges

### Animorphs
- Jake

Jake Berenson és el líder dels Animorphs. Tot i ser una cosa natural, està molt poc disposat a liderar l'equip; tot i que finalment accepta el paper. La guerra adquireix un significat més profund per a Jake quan descobreix que el seu germà més gran Tom ha estat infestat per un Yeerk.
És l'únic membre de l'equip que té alguna relació amb tots els altres membres humans abans de la guerra: Jake i Rachel són cosins. Ell i Marco han estat els millors amics des de la infància. Ell i Cassie sempre s'han atret mútuament. És un dels únics que reconeix a Tobias i el tracta amb amabilitat.
- Rachel

Rachel té la naturalesa més sanguinària del grup, guanyant-li el sobrenom de "Xena: Warrior Princess". També és bona en gimnàstica i té interès per la moda. És la cosina de Jake i és la millor amiga de Cassie, encara que la seva naturalesa guerrera sovint entra en conflicte amb la mentalitat pacifista de Cassie. Ella i Tobias desenvolupen una atracció mútua durant la sèrie.
- Tobias

Tobias té baixa autoestima i sovint va ser intimidat a l'escola abans de convertir-se en un Animorph. Amb els dos pares morts, viu amb la seva tia i oncle que li comparteixen la custòdia. Tobias queda atrapat en un morph aligot cua-roig en el primer llibre. Durant la sèrie, recupera el poder de transformar-se, però la seva forma natural és ara com un aligot. Admira a Jake perquè sempre li va mostrar respecte i amabilitat quan ningú ho hauria fet. També desenvolupa una estreta amistat amb Ax.
- Cassie

Cassie viu en una granja amb els seus pares, que són veterinaris. Ella és la que més sap sobre els animals i també és una ambientalista. Ella és la millor amiga de Rachel, encara que la seva personalitat i estil són pols oposats. Cassie també és un estreen, el terme andalita per a algú que té un talent natural a la transformació.
- Marco

Marco és el personatge més còmic de la sèrie i és el millor amic de Jake. També és qui va encunyar el terme "animorphs". Marco és molt pragmàtic, sovint proposant la solució més directa a un problema donat. Marco viu amb el seu pare, que està deprimit per la "mort" de la seva dona en un accident de navegació. Al principi no vol lluitar per por que el seu pare no pugui sobreviure sense ell. Tanmateix, se li dona una raó, per descobrir que la seva mare encara està viva i el cos amfitrió de Visser One, el líder de la invasió de la Terra.
- Aximili-Esgarrouth-Isthill (Ax)

Ax és un andalita que es creu que és l'únic supervivent d'una sagnant batalla que va tenir lloc a l'espai exterior i la nau de la qual va caure a la Terra. És el germà menor del príncep Elfangor-Sirinial-Shamtul, que va donar als animorphs la seva capacitat de transformació i va morir poc després. Considera a Jake el seu "príncep" (similar a un comandant militar de la Terra) i té una forta amistat amb Tobias. Els altres animorphs l'anomenen "Ax", ja que és difícil pronunciar el seu nom complet.

### Altres personatges principals
- Visser Three

Nascut com Esplin 9466 Primary i més tard conegut com Visser One, és el líder de les forces de Yeerk a la Terra i el principal antagonista de la sèrie. Va heretar el planeta Edriss 562, que en aquell moment era de Visser One. Sàdic i cruel, amb una inclinació per la tortura, habita gairebé exclusivament el cos d'un guerrer andalita, Alloran-Semitur-Corrass, i és l'únic Yeerk que té un amfitrió andalita (excepte per un breu període que Ax es va passar com a controlador a #29: The Sickness). També té la capacitat andalita de transformar-se i es mostra al llarg de la sèrie que ha adquirit alguns morphs excepcionalment poderosos de molts planetes diferents.
- Ellimist

Un ser aparentment poderós, semblant a Déu, que ajuda de manera intermitent als animorphs, inclòs li dona a Tobias la capacitat de transformar-se de nou. Intenta abstenir-se de la seva implicació directa a la guerra per evitar antagonitzar al seu homòleg malvat Crayak perquè el combat entre els dos provoca la destrucció a escala galàctica. Va orquestrar subtilment molts dels esdeveniments clau de la sèrie. A The Ellimist Chronicles, es revela que una vegada va ser un membre simple d'una raça aviària que, a través de diverses experiències, es va convertir en un ésser dràsticament diferent.
- Crayak

L'arxienemic dels el·limistes que busca el control absolut de tota la vida intel·ligent. Desenvolupa una venjança personal contra Jake després que Jake arruïni les seves espècies de soldats, els Howlers. Els el·limistes va afirmar que es van originar en una altra galàxia i va ser expulsat per un altre poder encara més gran que ell; The Ellimist Chronicles detallen els seus primers conflictes amb els el·limistes abans de la seva evolució cap a éssers de poder aparentment il·limitat.

### Personatges secundaris
- Andalites:
  - Aldrea-Iskillion-Falan - Aldrea és la filla del príncep Seerow, personatge principal de Animorphs # 34: The Prophecy i l'heroïna a The Hork-Bajir Chronicles. Té una forta personalitat barrejada amb el desig de fer el correcte, no necessàriament el que és fàcil. Nascuda a Andalita, el seu pare Seerow va donar a la tecnologia de Yeerks que solia sortir del seu planeta natal i començar la seva recerca per dominar l'univers. Finalment, la seva família va ser enviada al planeta natal de Hork-Bajir, on es va unir a un Hork-Bajir inusualment intel·ligent anomenat Dak Hamee. Aldrea va obtenir la capacitat de transformar-se poc després que es desenvolupés la tecnologia i la va utilitzar per combatre la invasió Yeerk del món Hork-Bajir després que la seva família fos assassinada. Ella i Dak van liderar la resistència i es va desenvolupar un fort vincle entre tots dos. Finalment, encara que accidentalment, es va convertir en una dona de Hork-Bajir de manera permanent, i ella i Dak es van enamorar profundament, es van casar i van tenir un fill anomenat Seerow. Malgrat dels seus valents esforços de resistència, van ser finalment assassinats i el seu fill va ser infestat pels Yeerks, encara que la seva línia més tard va donar lloc als líders del Hork-Bajir lliure a la Terra. Una còpia dels records i la personalitat d'Aldrea feta abans de la seva mort es va implantar temporalment a Cassie per obtenir accés a una partida d'armes Yeerk robades i amagades per Aldrea i la resistència de Hork-Bajir al món natal de Hork-Bajir.
  - Alloran-Semitur-Corrass - Cos de l'amfitrió andalita de Visser Three. Alloran era un oficial sota el comandament del príncep Seerow, que va rellevar al seu superior del servei després que una força Yeerks robés naus andalites i deixés el seu planeta gràcies a la tecnologia que Seerow els havia proporcionat. Anys més tard, després d'haver estat promogut al rang de príncep de la guerra, Alloran va ser posat al comandament de les forces andalites enviades per lluitar contra la invasió Yeerk del món natal de Hork-Bajir. Per desgràcia, la situació desesperada al planeta va portar a Alloran a decidir que eliminar el Hork-Bajir amb un virus era una alternativa millor que deixar-los ser esclavitzats i, per aquest motiu, van morir nombrosos membres de l'espècie. Posteriorment, Alloran va ser deshonrat i va acabar servint a la tripulació del mateix vaixell al que Elfangor va ser assignat com a oficial subaltern. Una missió que la parella va continuar amb el company Arbron d'Elfangor i un parell d'humans va portar a la infestació d'Alloran pel Yeerk que es convertiria en Visser Three, qui va usar les habilitats de transformació d'Alloran per a molts propòsits vils al llarg dels anys. Després d'un intent d'Ax de matar Visser Three, Alloran va quedar breument lliure per comunicar-se amb ell i el va animar a continuar la lluita. Finalment va ser alliberat de la seva infestació.
  - Elfangor-Sirinial-Shamtul - Elfangor és el primer extraterrestre que els Animorphs es troben a la sèrie. Els dona el poder de transformar-se minuts abans de la seva mort. Les seves aventures es destaquen en el llibre The Andalite Chronicles, que té lloc abans de la sèrie principal dels Animorphs. Era un príncep de guerra, i el germà gran d'Aximili-Esgarrouth-Isthill. Va ser l'enemic jurat de Visser Three i, a causa al temps que passava com humà, el pare de Tobias.
- Animorphs auxiliars - Es tractava d'adolescents reclutats en hospitals i centres de rehabilitació on es tractaven de malalties cròniques o que aprenien a viure amb discapacitats. La capacitat de transformar alguns dels cossos dels adolescents en una salut perfecta, però no va aconseguir quan les malalties o les condicions eren genètiques.
- David - Un noi que s'uneix als Animorphs després d'aprendre el seu secret. Els animorphs confien en ell al principi, li donen la capacitat de transformar-se i lluitar amb ells en lloc de matar-lo, però els traeix. En última instància, es veuen obligats a enganyar-lo perquè es converteixi en una rata i atrapar-lo permanentment en la morfologia, deixant-lo encallat en una illa. Torna més tard a la sèrie, demanant a Rachel que el matés. Si Rachel mata David o no, mai s'ha establert.
- Drode - El Drode és una criatura alienígena, descrita com semblant a un dinosaure de color morat molt fosc, amb una pell arrugada i amb un rostre estranyament humanoide. Poc se sap del Drode, però serveix a Crayak i normalment apareix quan ho fa.
- Erek King - Erek King és membre del Chee, una raça androide pacifista creada per una raça extraterrestre anomenada pemalites. Després de la destrucció dels pemalites a les mans dels Howlers (Udoladors), Erek, juntament amb la resta del Chee, va escapar a la Terra. Han viscut al planeta des de fa milers d'anys, utilitzant una tecnologia hologràfica increïblement avançada per passar com a humans.
- Hork-Bajir:
  - Toby Hamee - Líder del Hork-Bajir Lliure a la Terra; un vident o membre excepcionalment intel·ligent de la raça Hork-Bajir.
  - Jara Hamee - El pare de Toby i el descendent de Dak Hamee, un vident de Hork-Bajir, i Aldrea, una andalita convertida en Hork-Bajir que va dirigir la resistència de Hork-Bajir contra els Yeerks. Va morir en acció durant la batalla final.
  - Ket Halpak - La mare de Toby i l'esposa de Jara Hamee.
- Howlers - Una raça d'assassins creada artificialment per Crayak i desplegats com a tropes de xoc contra els habitants de diversos mons. Set d'ells van ser seleccionats per Crayak per enfrontar-se als Animorphs i Erek el Chee en una competició entre Ellimist i Crayak sobre el destí d'una branca de la raça Yeerk que havia trobat un mitjà alternatiu de viure. Jake va descobrir finalment que els Howlers eren nens, massa joves per entendre el que estaven fent i veient-ho tot com a joc, i els Animorphs van aconseguir infectar la seva memòria col·lectiva amb una escena retrospectiva del petó de Jake i Cassie. Els Howlers van quedar així arruïnats com una raça de soldats.
- The One - És un ésser estrany que s'assimila a altres éssers; fa un tracte amb els Yeerks derrotats. És l'antagonista final de la sèrie.
- Tom Berenson - El germà gran de Jake, un controlador. El seu Yeerk original és realment promogut i pensat per rebre un altre amfitrió al principi de la sèrie, però en canvi acaba en Jake; posteriorment mor, mentre Tom rep un altre Yeerk. Aquest Yeerk finalment va robar el cub que va proporcionar el poder de transformació als Animorphs i el va lliurar als seus companys Yeerks i posteriorment va ser assassinat posteriorment per Rachel.
- Hedrick Chapman - Vicedirector de l'escola Animorphs i controlador
- Yeerks: els principals antagonistes, descrits com a petits paràsits semblants a llimacs que entren al cervell de diversos organismes per controlar el seu comportament.
  - Edriss 562 - Edriss 562 és un Yeerk que controla la mare de Marco, Eva. Per a la majoria de les sèries, el seu rang és Visser One. Ella és el tema de la novel·la Visser, que descriu el seu ascens i la seva dramàtica caiguda del poder. Ella és la classificació més alta de tots els Yeerks en els seus militars, i només és superada en importància pel Consell dels Tretze.

## Publicació
Cada llibre de la sèrie va girar al voltant d'un esdeveniment donat durant la guerra entre els Animorphs i els invasors Yeerks. En un any i mig després de la publicació del primer llibre, la sèrie tenia prop de deu milions de còpies impreses, i Scholastic va reclamar una "venda inicial més forta" que qualsevol altra de les seves sèries fins aleshores. The series debut was preceded by a large marketing campaign which included posters on buildings, giveaway items in bookstores, and ads on Nickelodeon TV.

### Edicions estatunidenques
Als Estats Units, els llibres eren els més populars com a volums de butxaca de mida A5, i solien tenir entre 150 i 200 pàgines, dividits en menys de trenta capítols.
La part frontal cobreix les imatges destacades que narra l'Animorph sotmesos a les diferents etapes d'una de les morfologies de la història, amb unes poques excepcions (assenyalades en l'article de cada llibre). Darrere del personatge canviant havia imatges de núvols i cels, que es van tornar més colorits i elaborats a mesura que avançava la sèrie. Totes les portades dels llibres de la sèrie regular tenien un petit retall sobre una part de l'anatomia del morph, revelant una il·lustració generada per ordinador a la primera pàgina, que estava impresa en paper setinat. La il·lustració va compartir la imatge del morph complet amb la tapa frontal, però col·locat dins d'un entorn de la història. Els lloms dels llibres repeteixen la cara del personatge que narra des de la coberta frontal i el color columna vertebral canvien amb cada nou episodi, el que resulta en una col·lecció molt acolorida quan es veu des de qualsevol angle. Es va imprimir un petit extracte d'un dels capítols del llibre en l'interior de cada portada.
A partir del vuitè llibre, The Alien, el logotip Animorphs, el nom de l'autor i el títol del llibre es van imprimir amb tinta metàl·lica brillant, en comptes dels colors plans que s'havien utilitzat per als set primers llibres. A més, el nom de l'autor i el títol del llibre estaven envoltats de rectangles negres sòlids. La majoria dels llibres de la sèrie només es van imprimir en "edicions de tinta metàl·lica". Totes les portades dels llibres de la sèrie regular tenien un petit retall sobre una part de l'anatomia del morph, revelant una il·lustració generada per ordinador a la primera pàgina, que estava impresa en paper setinat.
Els llibres de la sèrie de l'arc final, començant pel llibre 45, The Revelation va tenir un altre tractament aplicat a la portada, una variació del nou estil metàl·lic; el canvi afectava només el logotip principal d'"Animorphs": en lloc de constar de lletres blanques superposades a un fons de color metàl·lic, els darrers deu llibres presentaven un logotip amb lletres de colors sobre un fons gris fosc, en contrast amb el fons de logotip blanc de l'"arc d'obertura" de la sèrie. El llibre final #54 The Beginning tenia un estil de portada únic, amb el logotip format per un contorn brillant.
Cada llibre va presentar una introducció a la sèrie a la contraportada, amb la veu de Jake, un dels animorphs.
We can't tell you who we are. Or where we live. It's too risky, and we've got to be careful. Really careful. So we don't trust anyone. Because if they find us... well, we just won't let them find us.
The thing you should know is that everyone is in really big trouble. Yeah. Even you.
A partir del llibre 51, The Absolute, la introducció es llegeix de la següent manera:
Here's the deal these days: They know exactly who we are. They know exactly where we live. We've got a few secrets left, and we're gonna use them. But just know that the end is coming. And we don't know how much longer we can do this. How much longer can we fight.
What about you? Where will you be when it ends? Think about it. Think hard. Because the countdown has already begun...
A més d'aquest text, cada llibre també va portar una introducció, o un trencaclosques de gèneres, a la seva pròpia història.
Una altra característica interessant dels llibres era un foliscopi compost per les cantonades inferiors dreta de totes les pàgines del llibre. Un pas del morph de la coberta es va imprimir a cada pàgina, menys d'una polzada d'alt, en blanc i negre.

### Edicions internacionals
La sèrie Animorphs es va imprimir en més de vint-i-cinc idiomes i altres mercats de llengua anglesa, i els llibres d'aquests països de vegades tenien diferents dissenys, dissenys, cites i fins i tot diferents morphs de cobertura, com és el cas de la el cinquè llibre, The Predator, l'edició britànica va mostrar que Marco es va transformar en un nefròpid, a diferència del goril·la de l'edició americana. Les portades en japonès van ser dibuixades a mà; The Invasion va mostrar a Jake que es transformava en el seu gos Homer, un morph que apareixia a la portada en les edicions americanes. Gallimard Jeunesse és l'editor francès i Tammi, és l'editor finlandès. L'editor alemany, Ravensburger, també ha publicat alguns dels volums com a reproduccions d'àudio.

### Animorphs clàssics
El 2010, Scholastic va anunciar plans per tornar a publicar la sèrie amb noves portades lenticulars i referències actualitzades sobre la cultura pop. La reedició va durar des de maig de 2011 fins a setembre de 2012, acabant després del #8: The Alien a causa d'unes vendes fluixes.(xinès)

## Llibres
La sèrie consta de 54 llibres i inclou deu llibres complementaris, vuit dels quals encaixen en la continuïtat de la sèrie (els llibres d'Animorphs Chronicles i Megamorphs) i dos que són llibres de joc que no encaixen a la continuïtat (dels llibres Alternamorphs).

### Escriptors fantasmes
Moltes de les novel·les entre els números #25-#52 van ser escrites per escriptors fantasmes. Normalment, K. A. Applegate escriuria un resum detallat per a cada llibre, i un escriptor fantasma, normalment un dels antics editors d'Applegate o escriptors protegits, passaria un o dos mesos per escriure la novel·la real. Després d'això, Applegate, i més tard el seu editor de la sèrie, Tonya Alicia Martin, editaria el llibre per fer-lo encaixar amb l'estricta continuïtat de la sèrie. Als escriptors fantasmes se'ls acredita la seva ajuda a la pàgina dedicatòria del llibre: "L'autor vol donar les gràcies a [el nom dels escriptors fantasmes] per la seva ajuda en la preparació d'aquest manuscrit."
Els únics llibres d'aquest camp s'escriuen completament per Applegate després del #26: The Attack són #32: The Separation, #53: The Answer, #54: The Beginning i tots els llibres de Megamorphs i Chronicles.
Els llibres següents de la sèrie van ser escrits per escriptors fantasmes:
| - #25: The Extreme - Jeffrey Zeuhlke - #27: The Exposed - Laura Battyanyi-Weiss (A causa d'una supervisió editorial, Battyanyi-Weiss no va ser acreditada per aquest llibre.) - #28: The Experiment - Amy Garvey - #29: The Sickness - Melinda Metz - #30: The Reunion - Elise Donner - #31: The Conspiracy - Laura Battyanyi-Weiss - #33: The Illusion - Ellen Geroux - #34: The Prophecy - Melinda Metz - #35: The Proposal - Jeffrey Zeuhlke - #36: The Mutation - Erica Bobone - #37: The Weakness - Elise Smith - #38: The Arrival - Kimberly Morris - #39: The Hidden - Laura Battyanyi-Weiss - #40: The Other - Gina Gascone | - #41: The Familiar - Ellen Geroux - #42: The Journey - Emily Costello - #43: The Test - Ellen Geroux - #44: The Unexpected - Lisa Harkrader - #45: The Revelation - Ellen Geroux - #46: The Deception - Elise Donner - #47: The Resistance - Ellen Geroux - #48: The Return - Kimberly Morris (A causa d'una supervisió editorial, Lisa Harkrader va ser acreditada erròniament per aquest llibre.) - #49: The Diversion - Lisa Harkrader - #50: The Ultimate - Kimberly Morris - #51: The Absolute - Lisa Harkrader - #52: The Sacrifice - Kimberly Morris - Alternamorphs#1 - Tonya Alicia Martin (Editor de la sèrie Applegate) - Alternamorphs#2 - Emily Costello |

Applegate originalment tenia la intenció d'escriure cada llibre d'Animorphs ella mateixa. No obstant això, a causa de molts factors que van contribuir –com el naixement del seu fill i les dificultats per escriure Everworld (que originalment es va concebre per ser un escriptor fantasma, com la tercera sèrie d'Scholastic d'Applegate Remnants), va acabar tenint un gran nombre de llibres escrits per escriptors fantasmes.

## Joguines
La línia de joguines Animorphs va ser introduïda el 1999 per Hasbro. Es van comercialitzar com a part de la sèrie Transformers, tot i que no hi havia connexió en l'univers entre les dues franquícies. No obstant això, les joguines Animorph no van tenir èxit comercialment i la línia de joguines va ser cancel·lada aviat. Després de la cancel·lació, diverses joguines previstes per formar part de la línia Animorphs van ser lleugerament remodelades i llançades com a part de la línia de mutants Beast Wars.

## Adaptacions

### Sèries de televisió
Una sèrie de televisió del mateix nom va funcionar des de setembre de 1998 fins a març de 2000 als Estats Units i al Canadà. Animorphs va comptar amb 26 episodis durant dues temporades, que es van emetre a YTV (primera temporada) i Global (segona temporada) a Canadà i Nickelodeon als Estats Units.

### Pel·lícula
Al setembre de 2015, diversos llocs web de pel·lícules van començar a informar rumors que Universal Pictures tenia previst adaptar la sèrie de llibres a una pel·lícula, basada en un informe de la pàgina web de la pel·lícula The Tracking Board. El lloc web també va afirmar que Universal treballaria amb Silvertongue Films, una casa de producció llançada per desenvolupar els llibres Scholastic en llargmetratges, i que Deborah Forte produiria.